# Малый Азясь
Малый Азясь — село Ковылкинского района Республики Мордовия в составе Рыбкинского сельского поселения. 

## География
Находится на расстоянии примерно 20 километров по прямой на север-северо-запад от районного центра города Ковылкино, на берегу реки Толкуляй.

## Истории
Село возникло в первой половине XVII века. В 1869 году оно было учтено как казенное село Краснослободского уезда из 101 двора. Первая деревянная Параскево-Пятницкая церковь была построена около 1650 года, затем храм дважды перестраивался в 1668 и 1678 годах с переименованием в честь Преображения Господня. В 1864 году завершилось возведение новой каменной церкви Владимирской иконы Божией Матери.

## Население
Постоянное население составляло 64 человек (русские 70%, мордва-мокша 30%) в 2002 году, 24 в 2010 году .